# 德里克·德鲁因
德里克·德鲁因（英語：Derek Drouin，1990年3月6日—），加拿大跳高运动员，他是2012年伦敦奥运会铜牌（2.29米）、2013年世锦赛铜牌（2.38米）、2015年世界田径锦标赛男子跳高金牌（2.34米）、2016年里约奥运会金牌（2.38米）得主；當中2012年奧運因原冠軍俄羅斯選手未能通過藥檢被取消資格，於2021年獲遞補至銀牌。他以2.40米保持着加拿大的跳高国家记录。